# Leah Johnson
Leah Johnson é uma escritora norteamericana. Seu romance de estreia, Espere até me ver de coroa (2020), recebeu elogios da crítica, incluindo o Stonewall Book Award. Ela é autora de Meu lugar ao sol (2021) e Ellie Engle Saves Herself! (2023).

## Infância e educação
Johnson foi criada em Indianápolis, Indiana. Ela era uma leitora ávida desde a infância. Johnson passou a ser editora-chefe do jornal de sua escola, bem como jogadora de tênis e membra de corais. Enquanto cursava a faculdade, ela estagiou no Wall Street Journal. Johnson realizou seu mestrado pela Faculdade Sarah Lawrence.

## Carreira
Johnson começou o manuscrito de seu romance de estreia, You Espere até me ver de coroa, em 2018, como estudante de graduação na Faculdade Sarah Lawrence. Depois de publicar um ensaio pela Electric Literature sobre a escassez da literatura diversificada para jovens, a editora Sarah Landis procurou ajudá-la a elaborar uma proposta de livro. Espere até me ver de coroa centra-se em uma adolescente negra queer que concorrer a Rainha do Baile para ganhar uma bolsa de estudos para a faculdade. Johnson descreveu o livro como "uma homenagem ao trabalho que mais amo... os filmes de John Hughes dos anos 80, as comédias românticas adolescentes do final dos anos 90... Eu amo tanto essas histórias e queria ver alguém como eu refletido nelas como mais do que uma figurante." Publicado em 2020 pela Scholastic, o livro foi aclamado pela crítica. Recebeu o prêmio Stonewall Book, entre outros. Espere até me ver de coroa estava entre os mais de 729 livros que foram banidos ou contestados em 2021 nos Estados Unidos. Em 2022, Johnson recebeu o prêmio Indiana Authors de Literatura para Jovens Adultos por Espere até me ver de coroa.
Seu segundo romance Meu lugar ao sol (Scholastic) foi lançado em 6 de julho de 2021. O livro é sobre “duas garotas chamadas Toni e Olivia que vão a um festival de música e procuram duas coisas muito diferentes”. Em uma crítica estrelada da Publishers Weekly descreveu o livro como: "Aqui, Johnson escreve uma carta de amor ao poder de cura da música, à amizade duradoura, às histórias de amor de verão e à resiliência conquistada a duras penas."
Sua estreia no infanto-juvenil, Ellie Engle Saves Herself, foi publicado em 2 de maio de 2023 pela Disney-Hyperion. O livro segue uma jovem que descobre que tem um superpoder incrível. A Kirkus Reviews declarou em uma crítica positiva: "Este romance humorístico e de ritmo acelerado fará com que os leitores corram até o fim enquanto se apaixonam pela personalidade peculiar e autêntica de Ellie. Johnson explora habilmente a identidade e a responsabilidade para conosco e para com os outros nesta alegre história de amadurecimento." Ellie Engle Saves Herself foi selecionado para o Lambda Literary Award for Middle Grade Literature de 2024.

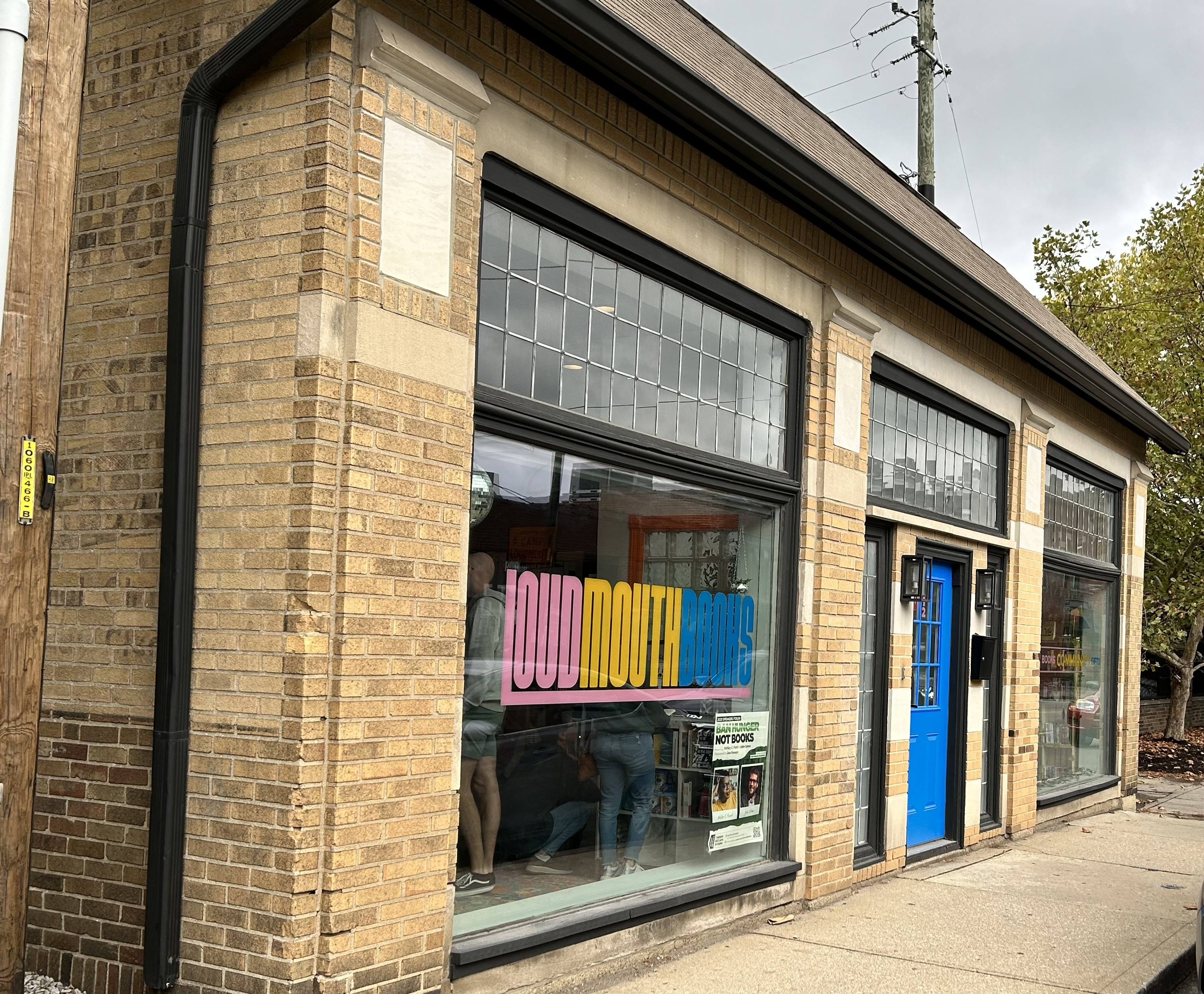
Loudmouth Books em Indianápolis, Indiana

Em junho de 2023, Johnson anunciou planos para abrir a Loudmouth Books, uma livraria independente dedicada a "destacar livros proibidos e enaltecer o trabalho de autores marginalizados". Uma campanha GoFundMe para apoiar os custos iniciais da loja arrecadou US$ 16.570 em direção à sua meta de US$ 10.000.

## Vida pessoal
Johnson reside em Indianápolis. Ela se identifica como queer e aceitou sua sexualidade enquanto escrevia seu romance de estreia Espere até me ver de coroa.

## Obras
- Espere até me ver de coroa (2020)
- Meu lugar ao sol (2021)
- Ellie Engle Saves Herself! (2023)

## Prêmios
Por Espere até me ver de coroa:
- Honra no Prêmio Stonewall Book de 2021.[16]
- 100 melhores livros para jovens adultos de todos os tempos da Time.[16]
- Prêmio de Autores de Indiana para Literatura Juvenil, 2022.[8]